# ليلي توملن
ليلي توملن (بالإنجليزية: Lily Tomlin) ممثلة أمريكية من مواليد 1 سبتمبر 1939.
لعبت ليلي عدد من الأدوار كممثلة صوتية أيضاً من أشهرها دور السيدة فريزيل في باص المدرسة العجيب.

## وصلات خارجية
- الموقع الرسمي
- ليلي توملن على موقع IMDb (الإنجليزية)
- ليلي توملن على موقع الموسوعة البريطانية (الإنجليزية)
- ليلي توملن على موقع روتن توميتوز (الإنجليزية)
- ليلي توملن على موقع مونزينجر (الألمانية)
- ليلي توملن على موقع ألو سيني (الفرنسية)
- ليلي توملن على موقع ميوزك برينز (الإنجليزية)
- ليلي توملن على موقع تيرنر كلاسيك موفيز (الإنجليزية)
- ليلي توملن على موقع أول موفي (الإنجليزية)
- ليلي توملن على موقع بوكس أوفيس موجو (الإنجليزية)
- ليلي توملن على موقع قاعدة بيانات برودواي على الإنترنت (الإنجليزية)
- ليلي توملن at the Internet Off-Broadway Database
- AfterEllen.com Tomlin profile.
- AARP Magazine: Who's Lily Now?
- Time Magazine cover: March 28, 1977
- Metro Weekly interview
- The Advocate نسخة محفوظة 16 أكتوبر 2015 على موقع واي باك مشين. interview March 15, 2005
- AARP Magazine: Who's Lily Now?
- Interview: Lily Tomlin! CherryGrrl.com interview with Lily Tomlin, April 2010

قالب:Michigan Women's Hall of Fame